# Фостер, Винс
Винсент Уокер Фостер-младший (15 января 1945, Хоп, Арканзас — 20 июля 1993, Фэрфакс, Виргиния) — американский юрист, заместитель юрисконсульта Белого дома в начале президентства Билла Клинтона. Фостер, друг детства Клинтона, был партнером в юридической фирме Rose Law Firm в Литл-Роке, штат Арканзас. После победы Клинтона на президентских выборах в 1992 году он, как и некоторые другие арканзасские друзья и знакомые нового президента, занял пост в исполнительном офисе президента США. В июле 1993 года, спустя полгода после начала работы в Вашингтоне, страдавший от депрессии Фостер покончил с собой. Внезапная смерть высокопоставленного сотрудника Белого дома, близкого к президенту США, привлекла огромное внимание прессы и породила ряд теорий заговора, хотя правительственные расследования и признали её самоубийством.

## Биография

### Ранняя жизнь и образование
Фостер родился в городе Хоп, штат Арканзас, в семье Винсента Уокера Фостера-старшего и Элис Мэй Фостер. Его отец был успешным застройщиком. У Винсента было две сестры, Шейла и Шэрон.
Винсент с детства дружил с Биллом Клинтоном, которые в те годы носил фамилию Блайт. Клинтон был на полтора года младше Фостера, жил в соседнем доме с бабушкой и дедушкой, пока его мать часто уезжала учиться на медсестру. Позже Клинтон вспоминал: «Я жил со своими бабушкой и дедушкой в скромном маленьком домике напротив красивого большого белого кирпичного дома Винса Фостера». Еще одним воспоминанием Клинтон было то, что Фостер «был добр ко мне и никогда не помыкал мной, как это делали многие старшие мальчики».
Еще одним другом детства Фостера и Клинтона был Мак Макларти, будущий глава аппарата Белого дома при Клинтоне. В 1950 году мать Клинтона снова вышла замуж, и они переехали в другую часть Хопа. По некоторым данным, Фостер и Клинтон вместе посещали детский сад мисс Мэри Пуркинс, хотя Фостер был старше. Затем, примерно в конце 1952 года, Клинтоны переехали в Хот-Спрингс. Однако Клинтон по часто приезжал навестить своих бабушку и дедушку в Хопе летом, в выходные и праздничные дни, благодаря чему поддерживал связь с друзьями.
Фостер преуспел как ученик и спортсмен. В средней школе Хопа он стал президентом студенческого совета, а Макларти — вице-президентом. Он окончил среднюю школу Хоуп в 1963 году и поступил в колледж Дэвидсона, который окончил со степенью бакалавра психологии в 1967 году.
Его отец хотел, чтобы он присоединился к семейному бизнесу в сфере недвижимости, но вместо этого он решил поступить на юридический факультет.
Поступив на юридический факультет Университета Вандербильта, он вступил в Национальную гвардию Арканзаса в разгар войны во Вьетнаме, в надежде избежать призыва в армию. Чтобы добросовестно исполнять обязанности резервиста, он перевелся на юридический факультет Университета Арканзаса в Фейетвилле, штат Арканзас, где работал главным редактором журнала Law Review.
В 1971 году он получил степень доктора юридических наук, став первым выпускником в своем классе. На экзамене в адвокатуру Арканзаса он набрал самый высокий балл в своем классе.

### Карьера
В 1971 году Фостер присоединился к юридической фирме Rose в Литл-Роке, штат Арканзас, а в 1974 году уже стал партнером.
Позднее, будучи главой комитета Ассоциации адвокатов Арканзаса, он курировал юридическую помощь малоимущих клиентов, где познакомился с сотрудницей другой юридической консультации — Хиллари Родэм. Под впечатлением от совместных проектов Фостер нанял Родэм на работу в юридическую фирму Rose, где она стала первой женщиной-юристом, а позже и первой женщиной-партнером.
Фостер и Родэм продолжали работать совместно над рядом дел. По мере того, как политическая карьера Билла Клинтона набирала обороты, Фостер поддерживал его не только как друг, но и как юрист, переодически привлекая Родэм для соответствующих консультаций. Именно благодаря Винсу Фостеру Билл и Хилари познакомились и начали встречаться. Вскоре после того, как Билл Клинтон был избран генеральным прокурором штата Арканзас, он вместе с Родэм переехали из Фейетвилля в Литл-Рок.
Фостер практиковал в основном корпоративное право, зарабатывая около 300 000 долларов в год. Известный своей тщательной подготовкой дел, Фостер приобрел репутацию одного из лучших судебных юристов в Арканзасе. К 1992 году Винс Фостер, как позже писал The Washington Post, достиг «вершины юридического истеблишмента Арканзаса». Он также был известной фигурой в обществе Литл-Рока, занимая пост председателя правления Арканзасского репертуарного театра и являясь членом эксклюзивного загородного клуба Литл-Рока.

### Оценки современников
Хиллари Клинтон в своих мемуарах называет Фостера «одним из лучших юристов, которых я когда-либо знала» и сравнивает его по стилю и содержанию с Грегори Пеком, сыгравшим Аттикуса Финча в классическом фильме 1962 года «Убить пересмешника». В своих мемуарах Билл Клинтон характеризует Фостера как «высокого, красивого, мудрого, хорошего человека».
Писатель Карл Бернстайн описал Фостера как «высокого, с безупречными манерами и официальным выражением лица… элегантного, в идеально сшитых костюмах, и тихого до неразговорчивости». Писатель Дэн Молдеа охарактеризовал его как «юриста, умеющего делать все», который лучше всего работал, когда на него оказывали давление". Филлип Кэрролл, ведущий юрист юридической фирмы Rose, однажды сказал о Фостере, «Он был моим идеалом молодого юриста». Журнал ABA сообщил, что Фостер был «признан многими как душа фирмы».
Казалось, что в Rose Law он добился только успеха; один из партнеров позже сказал: «Я никогда не сталкивался с профессиональными неудачами. Никогда. Даже крошечными». За время его работы фирма выросла в пять раз. Ассоциация юристов Арканзаса присудила ему ряд наград, а в июне 1993 года назвала его «Выдающимся юристом года». Он также был включен в список лучших юристов Америки.
Его жена Лиза описала его как человека, стремящегося одержать верх, не спящего круглые сутки, чтобы подготовиться к крупным делам, верящего, что он проиграет дело, хотя ему это редко удавалось; Позже она расценила это как ранний признак депрессивного поведения.

### Работа в администрации Клинтона
После победы Клинтона в 1992 году в период трансфера власти Фостер присоединился к его команде. После инаугурации Клинтона в начале 1993 года Фостер занял пост заместителя юрисконсульта Белого дома Бернарда Нуссбаума и переехал в Вашингтон, несмотря на первоначальное нежелание покидать свой дом в Литл-Роке. Хотя Нуссбаум был его непосредственным начальником, он относился к Фостеру как к равному, словно они были «старшими партнерами» в юридической фирме. Фостер был даже не единственным выходцем из фирмы Rose в аппарате Клинтона — Уильям Кеннеди, занявший пост помощника Нуссбаума, и Вебстер Хаббелл, который стал заместителем генерального прокурора, оба были младшими партнерами в Rose. Фостер поселился в небольшом арендованном доме в Джорджтауне. Ему было трудно привыкнуть к жизни и политике в Вашингтоне. В отличие от Клинтона и некоторых других арканзасцев, перебравшихся в Белый дом, он никогда не участвовал в выборах и не занимался политической деятельностью. Его жена и младший сын остались в Арканзасе, чтобы сын мог закончить свой выпускной класс в католической средней школе в Литл-Роке.
Рабочие обязанности Фостера в Белом доме включали в себя проверку потенциальных кандидатов на высокие должности в обновляемом аппарате президента — это делало его должность в аппарате крайне важной. Как позже рассказывал один из этих чиновников, «я удивлялся, почему собеседование со мной проводит какой-то заместитель юрисконсульта. Как будто бы его работа состояла в том, чтобы выяснить, насколько я честен и каков уровень моего эгоизма. Это показывает, насколько Клинтоны ему доверяли». Однако Фостер обнаружил, что такое участие в отборе кандидатов вызывает у него депрессию и беспокойство. Он, в частности, винил себя за скандальную историю с Зои Бэйрд, ставшую известной как «Нэннигейт». Клинтон после проверки выдвинул Бэйрд на должность генерального прокурора США, но в прессе появилась информация о том, что семья Бэйрд использует в качестве слуг нелегальных иммигрантов из Перу и не платят за них налоги. Бэйрд была вынуждена отозвать свою кандидатуру, а репутация Клинтона оказалась подмочена. Эта история повторялась ещё несколько раз с такими кандидатами, как Кимба Вуд и Лани Гвинье — их проверка относилась к компетенции Фостера. Ему даже пришлось прекратить свое членство в загородном клубе Литл-Рока — этот элитный клуб тоже привлёк к себе внимание прессы и на фоне выдвижения кандидатуры Вебстера Хаббелла также на должность генерального прокурора стал предметом обсуждений в Сенате. Этот клуб принимал в свои ряды только белых, что, с точки зрения сенаторов, было проявлением расизма, а президент Клинтон, хотя сам и не был членом клуба, дружил с несколькими его членами, включая Хаббелла, и играл на территории клуба в гольф. На фоне развернувшегося скандала не только Клинтону, но и Фостеру, Кеннеди и Макларти тоже пришлось разорвать связи с клубом.
В качестве заместителя юрисконсульта Фостер также занимался рядом других вопросов, включая подготовку указов президента, анализ юридических последствий различных политических мер, изучение международных договоров, обсуждение последствий выдачи разрешений на применение военной силы и санкционирование расходов Белого дома. Фостер работал над размещением финансовых активов Клинтонов в так называемый «слепой траст». Он также занимался оформлением документов корпорации Клинтонов «Мэдисон Гаранти» и корпорации промышленного развития, а также несколькими налоговыми декларациями, связанными с Уайтуотером. Он работал по двенадцать часов в день, шесть или семь дней в неделю, и, хотя изначально был худым, начал терять вес.

### Депрессия и смерть
8 мая 1993 года Фостер выступил с речью перед выпускниками юридического факультета университета Арканзаса, своей альма-матер. Эта речь содержала такие слова:

Репутация, которую вы завоевываете своей интеллектуальной и этической честностью, станет вашим главным преимуществом или вашим злейшим врагом. О вас будут судить по вашим суждениям. … Относитесь к каждому ходатайству, каждому резюме, каждому контракту, каждому письму, каждому ежедневному заданию так, как будто по ним будут судить о вашей карьере… Никакая победа, никакое преимущество, никакой гонорар, никакая благодарность не стоили бы даже пятнышка на вашей репутации, заслуженной умом и честностью. …Ущерб репутации юриста непоправим.
Оригинальный текст (англ.)The reputation you develop for intellectual and ethical integrity will be your greatest asset or your worst enemy. You will be judged by your judgment. ... Treat every pleading, every brief, every contract, every letter, every daily task as if your career will be judged on it ... There is no victory, no advantage, no fee, no favor, which is worth even a blemish on your reputation for intellect and integrity. ... Dents to the reputation in the legal profession are irreparable.

Один из преподавателей, слушавший это выступление, позже вспоминал, как сразу после речи сказал другому, что это была «самая депрессивная выпускная речь, которую я когда-либо слышал, как по содержанию, так и по манере». Друг Фостера сказал: «Послушайте, это просто безумие, верно? Вы получаете одну вмятину, и ее уже никогда не заделать? В Вашингтоне они появляются постоянно. Вы получаете двадцать вмятин и отправляетесь в автомастерскую. Очевидно, Винс этого не заметил».
Через четыре дня после этой речи Фостер оказался вовлечён в очередной скандал в Белом доме — это был «Трэвелгейт». После аудита обнаружилось, что бюро путешествий Белого дома — подразделение, отвечавшее за поездки президента — ведёт «чёрную бухгалтерию» и расходует деньги в обход бюджета. Макларти как начальник аппарата Клинтона и юрисконсульты приняли решение уволить проштрафившихся сотрудников. Сам Фостер стал мишенью нескольких критических статей в The Wall Street Journal в июне и июле 1993 года. Он был очень расстроен из-за возможных слушаний в Конгрессе по этому поводу. Ему не нравилось быть в центре внимания общественности, а также из-за продолжающейся потери веса и бессонницы, и он подумывал о том, чтобы уйти в отставку со своего поста, но опасался личного унижения по возвращении в Арканзас.
Борясь с депрессией, которая после его смерти была оценена как клиническая депрессия, Фостер по телефону получил от своего врача из Арканзаса антидепрессант тразодон, начав с низкой начальной дозы.
На следующий день Фостер был найден мертвым в Форт-Марси-парке, федеральном парке в Виргинии. Ему было 48 лет. Вскрытие показало, что он был убит выстрелом в рот, и никаких других ранений на его теле обнаружено не было.
В его портфеле был найден черновик заявления об увольнении, разорванный на 27 частей. В письме содержался список претензий, в том числе: «Редакторы WSJ лгут без последствий» и «Я не был создан для этой работы или для того, чтобы быть в центре внимания общественной жизни в Вашингтоне. Здесь уничтожение людей считается спортом».
Фостер был похоронен на кладбище «Сады памяти» в своем родном городе Хоп. Заупокойная месса была отслужена в соборе Святого Андрея в Литл-Роке. Президент Клинтон посетил похороны старого друга и произнес надгробную речь, в которой вспомнил их совместное детство и процитировал строчку из песни Леона Рассела «A Song for You»: «Я люблю тебя там, где нет пространства и времени».

### Семья и личная жизнь
Фостер познакомился со своей будущей женой Элизабет Брейден на втором курсе Дэвидсона; она была дочерью страхового брокера из Нэшвилла и училась в колледже Свит-Брайар. Они поженились 20 апреля 1968 года в католической церкви Святого Генри в Нэшвилле. У них родилось трое детей: Винсент III, Лора и Джон.

## В культуре
Фостер стал персонажем третьего сезона телесериала «Американская история преступлений», который вышел на экраны в 2021 году.